# 미국의 대학 목록
다음은 미국의 주별 미국의 고등교육기관(단과대학 및 대학) 목록이다.

## 북동부
- 코네티컷주의 대학 목록
- 메인주의 대학 목록
- 매사추세츠주의 대학 목록
- 뉴햄프셔주의 대학 목록
- 뉴저지주의 대학 목록
- 뉴욕주의 대학 목록
- 펜실베이니아주의 대학 목록
- 로드아일랜드주의 대학 목록
- 버몬트주의 대학 목록

## 중서부
- 일리노이주의 대학 목록
- 인디애나주의 대학 목록
- 아이오와주의 대학 목록
- 캔자스주의 대학 목록
- 미시간주의 대학 목록
- 미네소타주의 대학 목록
- 미주리주의 대학 목록
- 네브래스카주의 대학 목록
- 노스다코타주의 대학 목록
- 오하이오주의 대학 목록
- 사우스다코타주의 대학 목록
- 위스콘신주의 대학 목록

## 남부
- 앨라배마주의 대학 목록
- 아칸소주의 대학 목록
- 델라웨어주의 대학 목록
- 플로리다주의 대학 목록
- 조지아주의 대학 목록
- 켄터키주의 대학 목록
- 루이지애나주의 대학 목록
- 메릴랜드주의 대학 목록
- 미시시피주의 대학 목록
- 노스캐롤라이나주의 대학 목록
- 오클라호마주의 대학 목록
- 사우스캐롤라이나주의 대학 목록
- 테네시주의 대학 목록
- 텍사스주의 대학 목록
- 버지니아주의 대학 목록
- 웨스트버지니아주의 대학 목록

## 서부
- 알래스카주의 대학 목록
- 애리조나주의 대학 목록
- 캘리포니아주의 대학 목록
- 콜로라도주의 대학 목록
- 하와이주의 대학 목록
- 아이다호주의 대학 목록
- 몬태나주의 대학 목록
- 네바다주의 대학 목록
- 뉴멕시코주의 대학 목록
- 오리건주의 대학 목록
- 유타주의 대학 목록
- 워싱턴주의 대학 목록
- 와이오밍주의 대학 목록

## 워싱턴 DC
- 워싱턴 DC의 대학 목록

## 섬 지역
- 괌의 대학 목록
- 푸에르토리코의 대학 목록
- 미국 버진아일랜드의 대학 목록

## 미국 외 영토
- en:American College Dublin
- en:American College of Thessaloniki (ACT)
- en:American College of Greece
- en:American InterContinental University
- en:American University in Bosnia and Herzegovina
- en:American University in Bulgaria
- en:The American University in Cairo
- en:American University in Dubai
- en:American University of Antigua
- en:American University of Armenia
- 베이루트 아메리칸 대학교
- en:American University of Paris
- en:American University of Rome
- en:American University of Sharjah
- en:American University of Nigeria
- 중앙유럽 대학교
- en:Duke Kunshan University(China)
- en:Franklin University Switzerland
- en:Girne American University
- 조지 메이슨 대학교 (Incheon campus)
- en:Hellenic American University
- 헐트 국제경영대학원
- en:John Cabot University
- en:Kean University (Wenzhou campus)
- en:Keiser University (Latin American campus)
- en:Lakeland University (Japan campus)
- en:Lebanese American University
- en:McDaniel College Budapest
- 뉴욕 대학교 (Abu Dhabi campus)
- 뉴욕 대학교 (Buenos Aires campus)
- 뉴욕 대학교 (Florence campus)
- 뉴욕 대학교 상하이
- en:Richmond, The American International University in London
- en:RIT Kosovo / American University in Kosovo
- 로체스터 공과대학교 (Dubai campus)
- 세인트루이스 대학교 (Madrid campus)
- en:Schiller International University
- St. John's University (Italy campus)
- St. John's University (Paris campus)
- 스토니브룩 대학교 (Korea campus)
- 템플 대학교 (Rome campus)
- 템플 대학교 (Japan campus)
- en:University of Maryland Global Campus
- 유타 대학교 (Incheon campus)
- en:Webster University Geneva (Geneva campus)
- en:United States International University

## 같이 보기
- 아이비 리그 대학교
- 미국의 종합대학 목록
- 대학 목록